# 法提赫·坚吉兹
法提赫·坚吉兹（土耳其語：Fatih Cengiz，1995年9月26日—），土耳其男子摔跤运动员。他曾代表土耳其参加法国巴黎举办的2017年世界摔跤锦标赛，获得男子古典式75公斤级铜牌。